# Violent by Design
Albums de Jedi Mind Tricks
The Psycho-Social, Chemical, Biological & Electro-Magnetic Manipulation of Human Consciousness
(1997) Visions of Gandhi
(2003)
Singles
1. Heavenly Divine
Sortie : 1999
2. Genghis Khan
Sortie : 2000
3. Retaliation
Sortie : 2001

Violent by Design est le deuxième album studio des Jedi Mind Tricks, sorti le 3 octobre 2000. Il a été réédité le 25 mai 2004 avec trois titres bonus et un DVD contenant le clip de I Who Have Nothing et une vidéo sur le groupe.
Le MC Jus Allah a rejoint le groupe en tant que troisième membre non officiel le temps de cet album.

## Liste des titres
| No  | Titre                                                                       | Contient un (des) sample(s) de | Durée |
| --- | --------------------------------------------------------------------------- | --- | ----- |
| 1.  | Intro                                                                       | Elegia Al Che Guevara de Quilapayún | 0:38  |
| 2.  | Retaliation (featuring Jus Allah)                                           | El Rio Y Las Rosas de Rosita Peru Money in the Bank de Kool G Rap et DJ Polo featuring Large Professor et Freddie Foxxx Cross My Heart de Killah Priest featuring GZA et Inspectah Deck | 3:47  |
| 3.  | Contra (featuring Killa Sha et Jus Allah)                                   | Kites de The Cyrkle Gotta Get Over (Taking Loot) de Gang Starr | 3:14  |
| 4.  | Speech Cobras (featuring Mr. Lif et Jus Allah)                              | Ginseng Woman d'Eric Gale How Many MC's... de Black Moon Di Goldene Pave de Chava Alberstein and The Klezmatics                                                                         | 4:22  |
| 5.  | Breath of God Interlude                                                     | | 0:34  |
| 6.  | Death March (featuring Virtuoso, Jus Allah et Esoteric)                     | The Monster Materializes de Richard Band | 3:31  |
| 7.  | Words from Mr. Len, Pt 1 (featuring Mr. Len)                                | | 0:52  |
| 8.  | I Against I (featuring Planetary & Jus Allah)                               | What Are You Doing for the Rest of Your Life de Cal Tjader Jazz (We've Got) (Re-Recording) de A Tribe Called Quest                                                                      | 3:43  |
| 9.  | Exertions Remix (featuring Virtuoso, Esoteric et Bahamadia)                 | Estabamos Juntos de Sonia Silvestre | 3:08  |
| 10. | The Prophecy Interlude                                                      | Your Love Is Mine de Holly Golightly | 0:32  |
| 11. | Heavenly Divine (featuring Jus Allah)                                       | Andante from Concerto in D Minor for 2 Mandolins de Yo-Yo Ma et Bobby McFerrin | 4:34  |
| 12. | Sacrifice (featuring Jus Allah)                                             | 9th Wonder (Blackitolism) des Digable Planets You Ain't a Killer de Big Pun | 3:13  |
| 13. | Permanent Midnight Interlude                                                | | 0:34  |
| 14. | The Deer Hunter (featuring Chief Kamachi et Jus Allah)                      | Too Much de Mathilde Santing | 3:38  |
| 15. | Blood Reign (featuring DiamondBack, Jus Allah, Louis Logic et B.A. Barakus) | Bloodshed and War de Da Youngsta's featuring Mobb Deep Section des Roots (1996) | 3:34  |
| 16. | Words from Mr. Len, Pt. 2 (featuring Mr. Len)                               | Friday's Child de Nancy Sinatra | 0:27  |
| 17. | Genghis Khan (featuring Jus Allah et Tragedy Khadafi)                       | Allumaniti des Iron Sheiks Downloading d'Harald Kloser | 3:40  |
| 18. | Trinity (featuring L-Fudge et Louis Logic)                                  | Concerto in D Minor – Allegro de Tomaso Albinoni | 3:34  |
| 19. | The Executioners Dream (featuring Jus Allah et J-Treds)                     | Lullaby de Krzysztof Komeda Triangular Warfare de Mr. Lif | 3:50  |
| 20. | Muerte (featuring Jus Allah)                                                | Adieu à la nuit de Paul Mauriat De Que Te Quiero... Te Quiero de Gilberto Valenzuela | 3:54  |
| 21. | Heavenly Divine Remix (featuring Jus Allah)                                 | Uninvited d'Alanis Morissette | 3:21  |
| 22. | Army of the Pharaohs: War Ensemble (featuring Esoteric et Virutoso)         | All in Love Is Fair de Stevie Wonder Chinese Water Torture de Jedi Mind Tricks | 4:07  |

| 23. | Untitled (featuring Jus Allah)                      |                                                        | 3:38 |
| 24. | Retaliation Remix (featuring Jus Allah)             | De Los Amores de Susana Baca                           | 4:23 |
| 25. | Blood Runs Cold (featuring Sean Price et Jus Allah) | Septiembre Y Usted de Wilkins Keep It Thoro de Prodigy | 3:55 |